# Stommeln
Stommeln ist ein Ortsteil der Stadt Pulheim im Rhein-Erft-Kreis nordwestlich von Köln. Mit über 8500 Einwohnern und einer Fläche von rund 11,9 km² ist Stommeln nach Pulheim selbst der bevölkerungsreichste und größte Stadtteil der Kommune.

## Geographie
Der Ortskern liegt am Rand der trockenen Mittelterrasse, wo der Stommeler Bach in die feuchte, durch alte Flussrinnen geprägte Niederterrasse des Rheins eintrat.

### Stommeler Bach
Der Stommeler Bach (auch Stommelner Bach) hat bis in die 1950er Jahre das Erscheinungsbild und die Geschichte von Stommeln maßgeblich geprägt. Er floss bis Mitte der 1950er Jahre noch offen durch Stommeln und war im Ortskern mit vielen Brücken überbaut. Er hat zeitweise sehr viel Wasser geführt. Dieses stammte unter anderem vom Tagebau Fortuna-Garsdorf in Bergheim-Fortuna, der die lokalen Gewässer zum Abtransport von abgepumptem Grundwasser nutzte. Der Bach verursachte vereinzelt starke Überschwemmungen im Ortskern (besonders in den 1940er Jahren), außerdem gab es im Sommer oft hygienische Probleme durch Gülle und Mist im Bachbett. Daher wurde der Bach in den 1950er Jahren komplett kanalisiert. Im Bereich des Sportplatzes tritt der Bach in den Kanal und an der alten Kläranlage im Nordosten von Stommeln wieder ans Tageslicht. Der Wasserdurchfluss wurde in den Jahren immer geringer, vor allem dadurch, dass das Wasser des Tagebaus Fortuna nicht mehr in den Bach geleitet wurde. Seit Ende der 1990er Jahre ist der Bach daher praktisch trockengelegt und führt nur noch bei starken Unwettern etwas Regenwasser ab. Der Stommeler Bach sickert im Stommeler Bruch unterirdisch in Richtung Rheinbett. Seit Fertigstellung des Auffangbeckens im Bereich Roßackerweg / Tannenweg hat sich die Situation entspannt.

### Ortsgliederung
Die Gemarkung Stommeln, bestehend aus Stommeln, Ingendorf und Stommelerbusch, umfasst ein Gebiet von rund 253 ha. Das Gebiet des Ortsteils Stommeln nimmt mit etwa 119 ha den größten Teil ein.

### Nachbargemeinden und -orte
Im Norden grenzt Stommeln an die Gemeinde Rommerskirchen im Rhein-Kreis Neuss, im Westen an Ingendorf und Geyen, im Süden an Pulheim und im Osten an Stommelerbusch.

## Geschichte
Erstmals wurde Stumbele in einer Schenkungsurkunde des Kölner Erzbischofs Brun für das Stift St. Cäcilien in Köln im Jahre 962 erwähnt, ebenso wie die Kirche St. Martin. Der Kirchort ist also – auch wegen seines Patroziniums nach Martin von Tours – viel älter. Der Name „Stumbele“ rührt möglicherweise her vom Abholzen des Waldes zum Errichten dieses Dorfes. Nach dem Abholzen blieben die Baumstümpfe stehen, welche zur damaligen Zeit „Stumbele“ genannt wurden. Im Laufe der Jahre wurde aus „Stumbele“ der Ortsname „Stommeln“.
Politisch gehörte Stommeln seit dem Mittelalter zusammen mit Ingendorf, Pulheim und Geyen zum Amt Bergheim im Herzogtum Jülich. Während der französischen Herrschaft ab 1794 entstand die Mairie Stommeln im Kanton Dormagen im Arrondissement de Cologne des Département de la Roer. Seit 1815 gehörte Stommeln zum Königreich Preußen und bildete eine eigene Bürgermeisterei im Landkreis Köln und im neugebildeten Regierungsbezirk Köln. Zur Bürgermeisterei Stommeln gehörten die beiden Gemeinden Stommeln und Sinnersdorf. Die Bürgermeisterei Stommeln hieß seit 1927 Amt Stommeln, welches am 1. Oktober 1934 mit dem Amt Pulheim vereinigt wurde. Am 1. September 1953 schied die Gemeinde Stommeln aus diesem Amt aus und war seitdem amtsfrei. Die Gemeinde Stommeln wurde am 1. Januar 1975 in die heutige Stadt Pulheim eingemeindet (vgl. § 3 Abs. 1 Köln-Gesetz).
Im Jahr 2012 fand die 1050-Jahr-Feier mit vielen Veranstaltungen statt.

### Wappen
| Wappen von Stommeln | Blasonierung: „In Silber (Weiß) ein grüner bewurzelter schwebender Baumstumpf, daraus oben rechts und links wachsend je ein fünfblättriger grüner Eichenzweig; der Baumstumpf belegt mit einem goldenen (gelben) Schild, darin ein rot bewehrter steigender schwarzer Löwe.“ |
| Wappen von Stommeln | Wappenbegründung: Das Wappen wurde am 10. Januar 1938 durch das Preußische Staatsministerium verliehen. Es handelt sich um ein redendes Wappen (Stommeln ist abgeleitet von „Stumpf“.) Der Löwe symbolisiert die frühere Zugehörigkeit zum Herzogtum Jülich bis 1794.        |

## Kultur und Sehenswürdigkeiten

### Alt- und Neu-St.-Martinus
Teile des Kirchturms von Alt St. Martinus gehen auf das 12. Jahrhundert zurück. Die ursprünglich einschiffige Saalkirche auf dem alten Kirchenhügel wurde in der Zeit der Gotik erweitert und eingewölbt. Nach 1900 wurde dann die neugotische neue Kirche erbaut – Einweihung 1904. Beide Kirchen stehen unter Denkmalschutz.

### Stommeler Windmühle

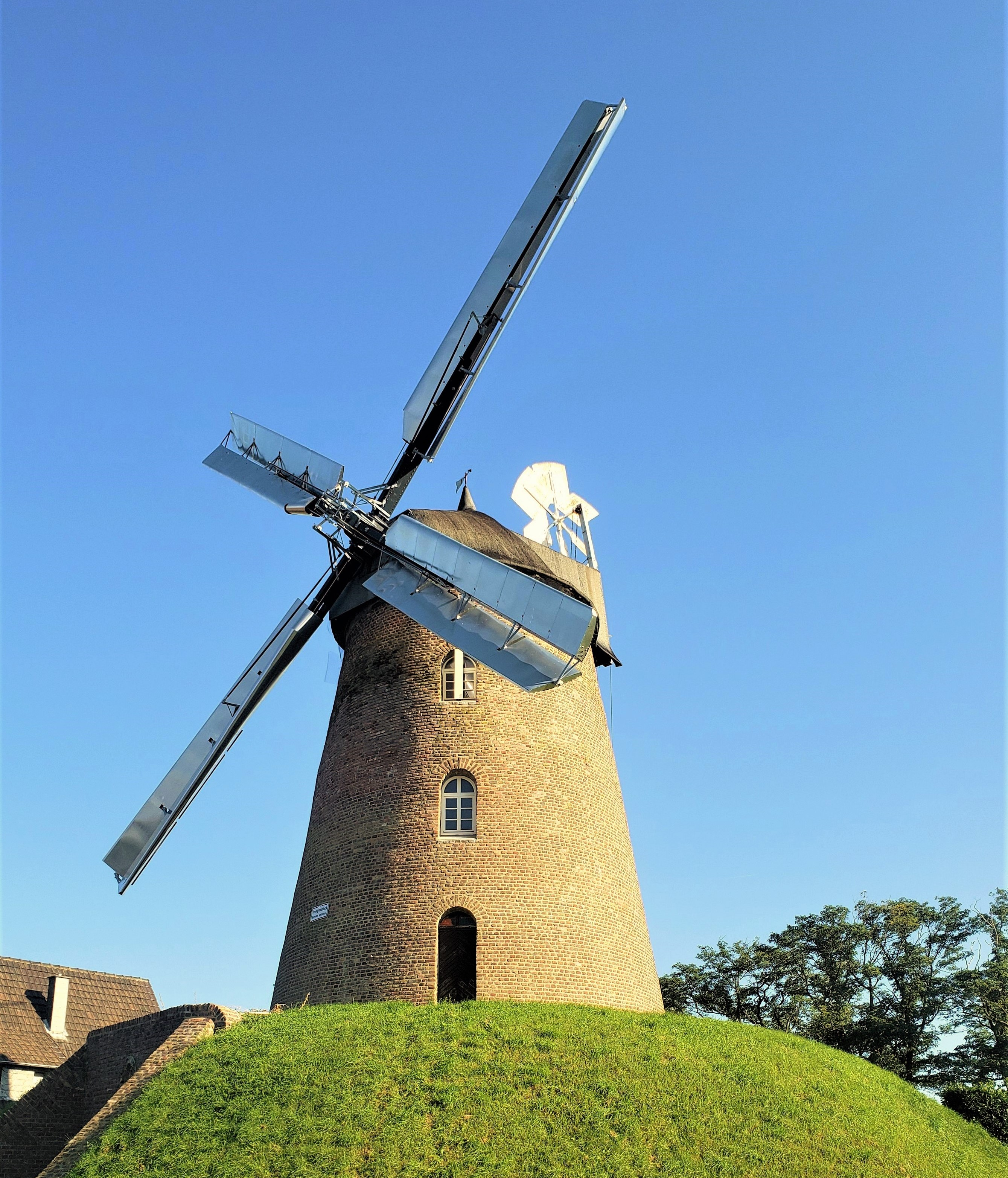
Stommeler Windmühle, Ansicht 2021 nach der Wiederherstellung

1571 gab der ehemalige Besitzer, der Herzog von Jülich, die „Wyntmoell in Stommel“ der Gemeinde in Dauerpacht, 1704 wurde sie allerdings neu errichtet.
Auf einer nach 1609 erschienenen Karte des Kölner Kupferstechers und Verlegers Abraham Hogenberg (nach 1578–nach 1653) ist die 1503 erbaute und heute unter Denkmalschutz stehende Windmühle auf ihrem charakteristischen Hügel deutlich erkennbar. Hogenberg bezeichnet Stommeln damals als „Stummel“.
Anfang des 19. Jahrhunderts wurde die Gemeinde Stommeln Eigentümer der Mühle. Nachdem 1860–1864 dann auf dem Mühlenberg die gegenwärtige Windmühle entstanden war, führte die Gemeinde den Pachtbetrieb bis 1936 fort. Danach wurde sie an Privateigentümer verkauft. 1937 ließ der Eigentümer die Windmühle mit Bilau’schen Ventikanten ausstatten. Dabei wurden die Flügel mit Aluminium bespannt und konnten je nach Wind im Winkel verstellt werden. Die Mühle in Pulheim-Stommeln ist eine der wenigen noch erhaltenen Mühlen mit dieser Technik. Die Mühle trat 1975 außer Betrieb und drehte sich bis Mitte der 1990er nur noch zu besonderen Anlässen. Nach einem schweren Herbststurm (bei dem zwei Flügel beschädigt wurden) wurde die Mühle von 2016 bis 2021 saniert. Auch die Reparatur der Flügel konnte durchgeführt werden. Die Mühle soll als Besuchs- und Schauobjekt der Öffentlichkeit zugänglich gemacht werden.

### Hof Schiffer von 1763
Im Februar 2009 machte der Rheinische Verein für Denkmalpflege und Landschaftsschutz, Ortsgruppe Köln, auf das gefährdete ehemals auf der Denkmalliste der Stadt stehende verputzte Fachwerkhaus auf dem Kattenberg aufmerksam und erklärte es zum Denkmal des Monats, um auf seinen Erhalt hinzuwirken. Es war nur 1½-stöckig (mit Kniestock) hat aber zu ebener Erde acht Zimmer. Besonders war auch der Gewölbekeller und die selten gewordenen Kölner Decken. Das Haus war typisch als Hausmannshaus für die ehemaligen Kleinbauern oder Häusler neben den größeren Gütern. Das Haus inklusive Nebengebäuden wurde dennoch im August 2013 abgerissen. Lediglich der Giebel einer Scheune blieb erhalten. Hier baut die Gold-Kraemer-Stiftung ein von ihr zu betreuendes Haus für Behinderte.

### Synagoge Stommeln
Das heutige Gebäude der Stommeler Synagoge wurde 1882 errichtet, ein nur geringfügig kleinerer Vorgängerbau stand vorher an der gleichen Stelle.
Im Mai 1937 verkaufte die jüdische Gemeinde unter dem Druck wachsender Verfolgung das Synagogengebäude an den benachbarten Landwirt Anton Pütz, der es als Abstellraum nutzte. Der Davidstern an der Fassade wurde mit Mörtel überdeckt, und der Käufer verpflichtete sich, das Gebäude mit Rücksicht auf seine religiöse Vergangenheit nicht als Viehstall zu nutzen.
Als am 10. November 1938 SA-Männer mit Benzinkanistern das Gebäude vernichten wollten, verwies der neue Besitzer auf den Umstand, dass es sich bei dem Gebäude nicht mehr um eine Synagoge, sondern um einen Abstellschuppen (Scheune) in seinem Besitz handele.
Dieser Tatsache verdankt die Synagoge ihre Erhaltung als Gebäude – als eine der wenigen Synagogen im Raum Köln.

### Jüdischer Friedhof

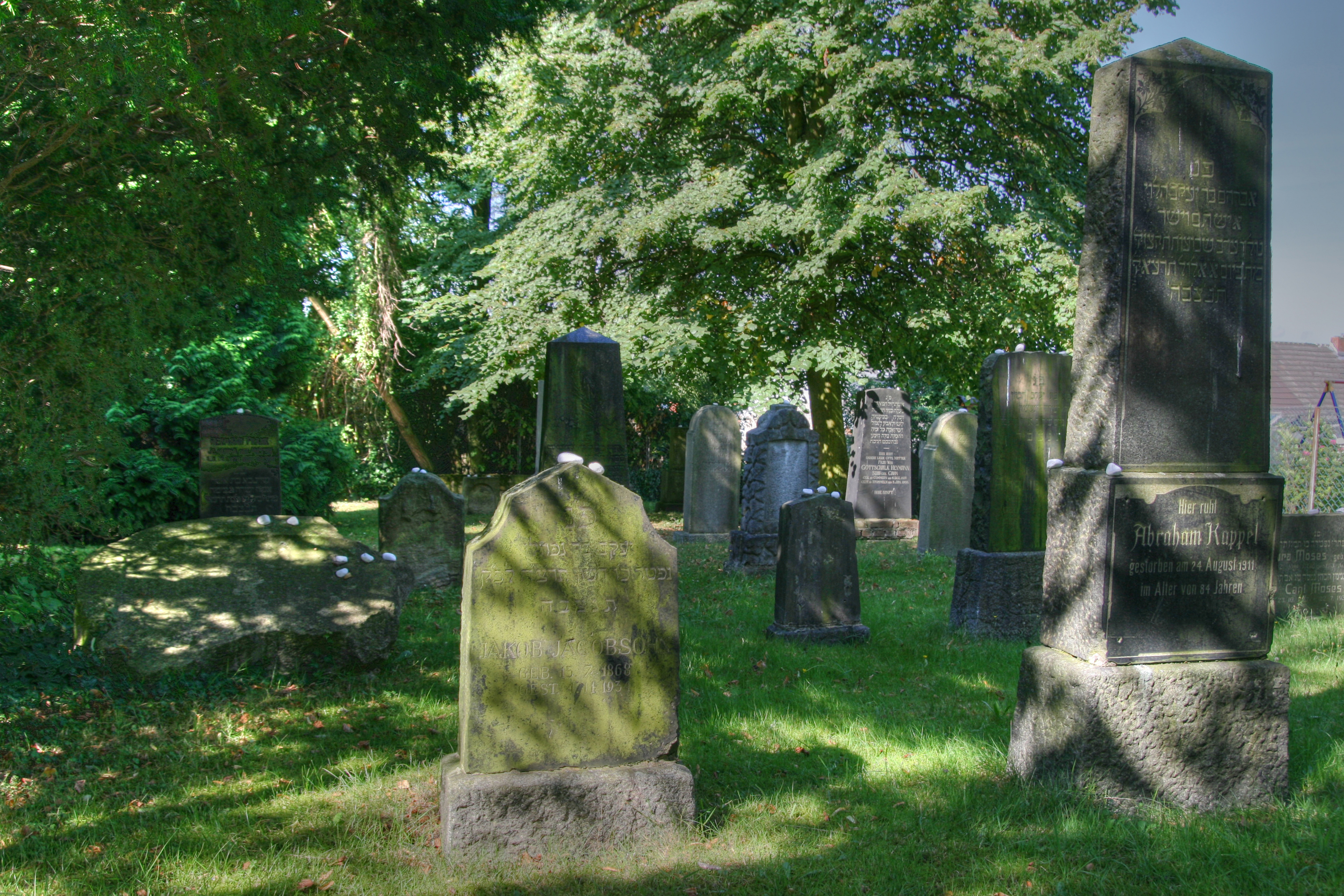
Jüdischer Friedhof

In der Nähe der Windmühle, an der Nagelschmiedstraße, befindet sich der Stommeler jüdische Friedhof mit 25 Grabsteinen. Während der NS-Zeit wurde er verwüstet, ist aber seit 1967 wiederhergestellt.

### Kreis-Wald
Im Waldstück zwischen Hahnenstraße und Nettegasse legten die Künstler Holger Hagedorn und Winfried Lucassen ein Land-Art-Projekt an. Inspiriert von Stonehenge, wurden zwölf bis zu sieben Meter hohe Pappelstämme falsch herum in den Boden eingelassen. Um diesen Kreis wurden eine Weißdornhecke und Eichen gepflanzt. Beim Kreis liegt ein Geocacher-Beutel mit Gimmicks und einem Gästebuch.

## Kultur
In Stommeln befindet sich das Tonstudio des Musikproduzenten Dieter Dierks, der unter anderem mit Nektar, den Scorpions, Rory Gallagher, Accept, Twisted Sister und den Toten Hosen zusammengearbeitet hat.

## Filmgeschichte
In Stommeln wurde 2001 der Film „Heimatfilm!“ von Daniel Krauss gedreht (Schauspieler unter anderem Hannes Jaenicke). In dem Film trägt der Ort aber den Namen „Fallen“. Gedreht wurde in der Dorfmitte, am Feuerwehrhaus und am Bahnhof.

## Wirtschaft und Infrastruktur

### Wirtschaft
In Stommeln wurde Anfang der 1960er Jahre entschieden, kein Industriegebiet zu errichten, und somit gibt es in Stommeln außer einigen landwirtschaftlichen Betrieben keine gewerbliche Industrie.
Daher ist Stommeln ein begehrter Wohnort.
Früher gab es im Ort eine Brauerei am Ortsausgang Richtung Pulheim; diese wurde mittlerweile in ein Mehrfamilienhaus umgebaut. Am Bahnhof gab es eine Kornbrennerei. In dem Gebäude befindet sich heute ein Einzelhandelsgeschäft.
In Stommeln befindet sich ein großes Freibad, das in den 1970er Jahren erbaut wurde.
Das Stommeler Krankenhaus wurde Ende der 1960er Jahre aufgegeben. Heute befindet sich in dem Gebäude in der Nähe des Bahnhofs eine deutsch-italienische Gesamtschule des Erzbistums Köln. Darüber hinaus hat Stommeln noch eine Grundschule.
Das Stommeler Umland ist landschaftlich deutlich landwirtschaftlich geprägt, vor allem durch den Getreide- und den Zuckerrübenanbau, Gemüse- und Obstanbau (u. a. Erdbeeren, Kürbisse, Spargel) sowie Raps zur Herstellung von Ölen und Treibstoff. Als einem der wenigen Orte Deutschlands ist es seit 2005 gelungen, in Stommeln sogar Oliven anzubauen.
Im Jahre 2012 wurde das 1050-jährige Bestehen Stommelns gefeiert.

### Verkehr
| Linie | Linienverlauf | Takt (Min.) |
| ----- | --- | ----------- |
| 970   | Bocklemünd (Stadtbahn) – Pulheim – Stommeln – Fliesteden – Büsdorf – Niederaußem – Oberaußem – Bergheim Bf (/ Quadrath-Ichendorf Bf) | 60 30 (HVZ) |

Alter Güter- und Verladebahnhof

Der Haltepunkt Stommeln liegt an der Bahnstrecke Rheydt–Köln-Ehrenfeld. Hier halten der RE8 und die RB27 Richtung Mönchengladbach bzw. Koblenz. Die von der REVG betriebene Buslinie 970 fährt im Ort fünf der zwölf Haltestellen an, diese und die restlichen werden von der Schulbuslinie 967 bedient, darunter jene Haltestelle am Bahnhof.
Der Güter- und Verladebahnhof Stommeln wurde Ende der 1950er Jahre stillgelegt. Heute befinden sich noch einige Schienenreste und Gebäude mit Verladerampen auf dem Gelände eines Baumarktes. Die alten Bahnhofsgebäude werden derzeit privat umgebaut und sollen zukünftig als Wohnhaus und Café dienen.
An dem Güterbahnhof wurden überwiegend Stahlteile verladen, die im Nachbarort Pulheim im ehemaligen Walzwerk hergestellt wurden.
Stommeln liegt außerdem an der B59, die in den letzten Jahren als Umgehungsstraße um den Ort herumgeführt wurde.
In der Nähe von Stommeln verlaufen die Bundesautobahnen 1 (8 km südlich), 57 (7 km östlich) und 61 (15 km westlich).

## Persönlichkeiten
- Christina von Stommeln (1242–1312), Begine, Mystikerin und Stigmatisierte des 13. Jahrhunderts, 1908 seliggesprochen
- Johannes Schauff (1902–1990), Politiker (Zentrum) und Unternehmer
- Franz-Heinrich Jürgens (1924–1989), Pädagoge und Politiker (SPD), lebte in Stommeln
- Rudy Herz (1925–2011), US-Amerikaner deutsch-jüdischer Herkunft. Überlebte den Holocaust, dem mindestens 19 Angehörige seiner engeren Familie zum Opfer fielen
- Bernhard Worms (1930–2024), Diplom-Kaufmann und Politiker (CDU), Staatssekretär
- Albert Caspers (1933–2015), ehemaliger Präsident des 1. FC Köln, Ford-Vorstand
- Josef Wißkirchen (* 1939), Heimatforscher zu jüdischem Leben u. a. in Stommeln
- Dieter Dierks (* 1943), Musikproduzent (u. a. der Scorpions)
- Henning Krautmacher (* 1957), ehemaliger Frontmann der Höhner
- Peter Werner, Mitglied der Höhner

## Sonstiges

### Katastrophen
Stommeln war in den frühen 1900er Jahren oft von starken Überflutungen betroffen. Der Stommeler Bach floss bis in den 1960er Jahren noch offen durch das Stommeler Zentrum und jenes war daher bei starken Regenfällen oft überflutet. Das stärkste Hochwasser ereignete sich Ende der 1940er Jahre; das Wasser stand etwa einen Meter hoch im Dorfanger. In den 1960er Jahren wurde der Stommeler Bach komplett kanalisiert. Mittlerweile ist er trockengelegt und führt nur noch bei starken Unwettern Regenwasser. Der kanalisierte Bachlauf des Stommeler Baches läuft unterirdisch parallel zur Bruchstraße und verursacht dort bei starken Regenfällen häufig Überschwemmungen. Noch heute finden sich im Bereich des Kirchtals viele Hochwasserschutzeinrichtungen. Die Brücke unter dem Bahndamm hatte bis 2022 ein altes Hochwassertor und im Osten Stommelns wurden diverse Deiche errichtet.
1978 zog ein Tornado durch den Stommeler Ortskern und beschädigte über 100 Gebäude.

### Regelmäßige Veranstaltungen (Auswahl)
- Feste der Freiwilligen Feuerwehr Stommeln
  - Stommeler Woche
  - Stommelner Trödelmarkt
- Herbstkirmes
- Maifest
- Schützenfest
- zahlreiche Karnevalsveranstaltungen
  - Stommeler Buure
  - Karnevals - Club Löstige Ströpp von 1976 e. V. - Familienfrühschoppen und Spielplatzfest.
- Kirchengemeinden in Stommeln (Evang. Kreuzkirche, Kath. Kirchengemeinde St. Martinus)
  - Erntedankfest
  - Ökumenisches Gemeindefest
- Weihnachtsmarkt des Weihnachtsmarktvereins von 2014

### Freiwillige Feuerwehr
Einige Jahre lang wurden in der Stommelner Feuerwehr Ehrenbrandmeister ernannt. Jedes Jahr zur Weihnachtszeit erfolgte die Ernennung einer Person der Öffentlichkeit im Rahmen einer Weihnachtsfeier. Diese Personen kamen aus der Industrie, dem Handel, der Politik oder staatlichen Behörden. Die Ehrenabteilung zählte im Jahr 2010 25 Mitglieder, darunter:
- 1966 Oberstleutnant Büschen
- 1967 Hermann Schlemm, Mitglied der Bezirksregierung Düsseldorf
- 1968 Karlheinz Gierden, Oberkreisdirektor des Landkreises Köln (ab 1969: Kreis Köln)
- 1969 Bernhard Worms, Landrat des Erftkreises (später: Rhein-Erft-Kreis)
- 1970 Günter Heidecke, Regierungspräsident des Regierungsbezirks Köln, ab 1978 Präsident des Landesrechnungshofes NRW
- 1971 J. Anton, Präsident der Oberpostdirektion Köln
- 1972 Kardinal Joseph Höffner, Erzbischof von Köln und Vorsitzender der Deutschen Bischofskonferenz
- 1973 Diether Deneke, Landwirtschaftsminister von Nordrhein-Westfalen
- 1974 Willi Weyer, Innenminister von Nordrhein-Westfalen, Präsident des Deutschen Sportbundes
- 1975 Heinz Kühn, Ministerpräsident von Nordrhein-Westfalen
- 1976 Kurt Biedenkopf, Generalsekretär der CDU
- 1977 Helmut Schmidt, Bundeskanzler
0000 Hans-Jürgen Wischnewski, Staatsminister im Bundeskanzleramt
- 1978 Alfred Neven DuMont, Kölner Verleger
- 1979 Freiherr C. Heereman v. Zuydtwyck, Präsident des Deutschen Bauernverbandes
- 1980 Karl Carstens, Bundespräsident
- 1981 G. Voss, Leiter der Provinzial Feuerversicherung
- 1982 Friedrich-Wilhelm von Sell, Intendant des Westdeutschen Rundfunks
- 1983 Rainer Barzel, Bundestagspräsident
- 1984 Friedrich Rösch, Generaldirektor der Kaufhof AG
- 1985 Richard von Weizsäcker, Bundespräsident